# Trochenbrod
Trochenbrod (polsky Zofiówka, rusky Софиевка (Sofievka), ukrajinsky Трохимбрід (Trokhymbrid), hebrejsky טרוכנברוד‎) bylo výlučně židovské městečko – štetl situované před druhou světovou válkou v okrese Luck v polském Volyňském vojvodství. V současné době by se nacházelo ve Volyňské oblasti na Ukrajině.
Během německé okupace a holocaustu bylo město v roce 1942 zcela zničeno.

## Historie
Trochenbrod byl založen po poraženém Listopadovém povstání (1830–1831) polského lidu proti ruské nadvládě. Vznikl roku 1835 na odvodněných mokřinách a pojmenován byl Sofievka na počest württemberské princezny Žofie Doroty, která se provdala za ruského cara Pavla I. Název Trochenbrod však v jidiš znamená „suchý chleba“.
Počet jeho obyvatel vzrostl mezi lety 1889, kdy zde žilo asi 1 200 lidí, na 1 580 v roce 1897. Za Druhé Polské republiky (1918–1939) dosáhl jejich počet 4 000.
Ve městě se nacházelo sedm synagog, tři velké a čtyři menší.

### Druhá světová válka
V roce 1939 město stejně jako východní část Polska zvanou Kresy napadl Sovětský svaz. Rabínem zde v té době byl Gershon Weissmann. Komunisté jej obvinili z nelegálního obchodování se solí a poslali jej na Sibiř.
Poté, co Německo v červnu 1941 napadlo Sovětský svaz, vytvořila zde německá správa židovské ghetto, kde internovala také Židy z okolních měst a vesnic. Ghetto bylo zlikvidováno v srpnu a září 1942 v sérii masakrů, které provedly prapory Ordnungspolizei.